# Fachhochschule (Deutschland)

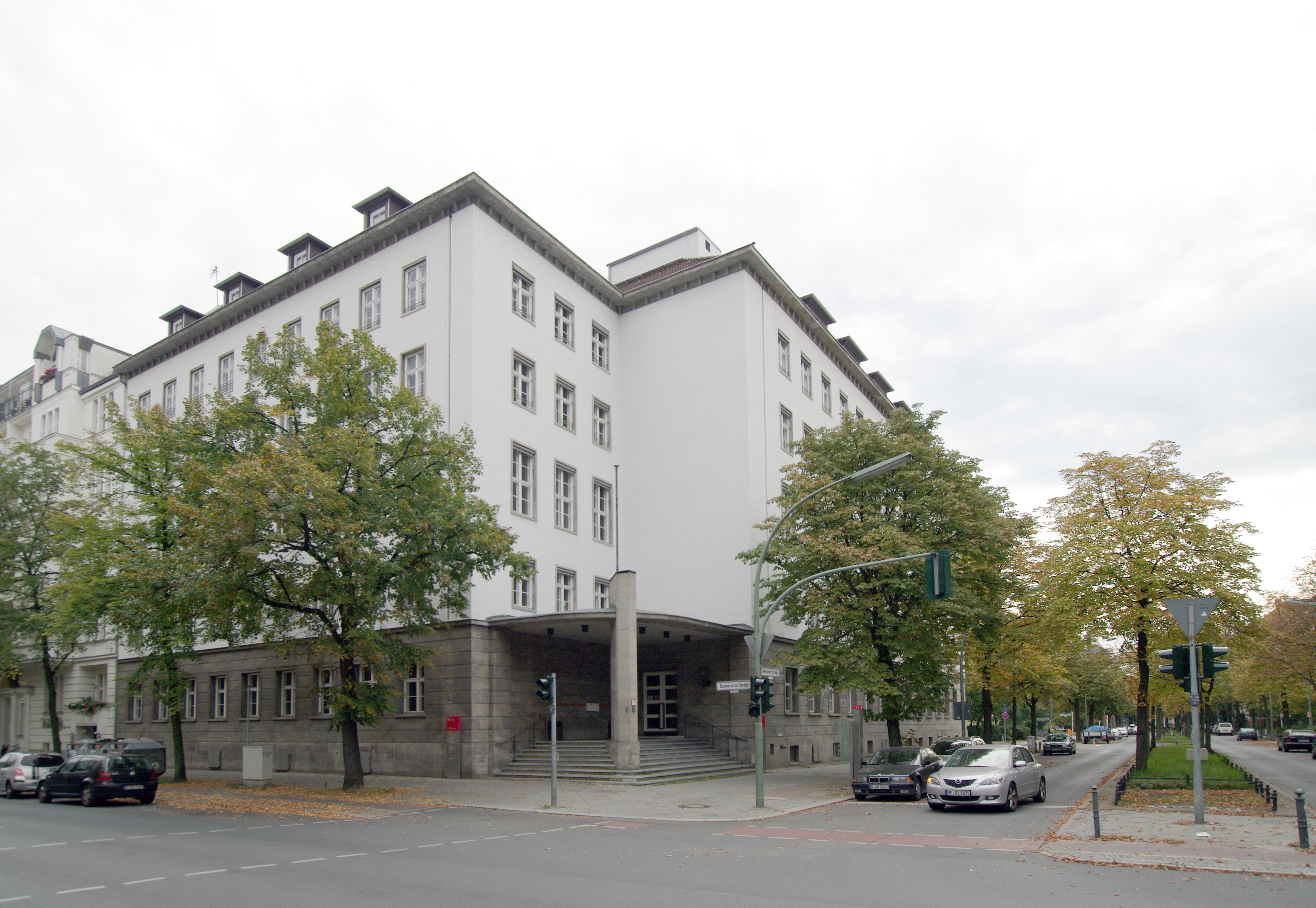
Hochschule für Wirtschaft und Recht Berlin

Die Fachhochschule (FH) ist eine Hochschulform, die Lehre und Forschung auf wissenschaftlicher Grundlage mit anwendungsorientiertem Schwerpunkt betreibt. Fachhochschulen führen zunehmend auch die Bezeichnungen Hochschule (HS), Hochschule für angewandte Wissenschaften (HAW), Technische Hochschule (TH) sowie die entsprechende englischsprachige Bezeichnung University of Applied Sciences (UAS).

## Studium

### Studienmöglichkeiten
Das Studienangebot von Fachhochschulen erstreckt sich über ingenieur-, natur-, sozial-, wirtschafts- und rechtswissenschaftliche sowie technische und gestalterische Studiengänge sowie Studiengänge aus dem Bereich des Gesundheitswesens. Das Studium an einer Fachhochschule wird mit einem „Hochschulgrad“ beziehungsweise „akademischen Grad“ abgeschlossen; anfangs war es die akademische Graduierung der Berufsbezeichnung, z. B. graduierter Ingenieur (Ing. (grad.)), graduierter Betriebswirt (Betriebswirt (grad.)), später wurde mit dem Diplom graduiert, z. B. Diplom-Ingenieur (Fachhochschule), Dipl.-Ing. (FH). Jeder FH-Abschluss stellt eine allgemeine Hochschulreife dar und ermöglicht das Universitätsstudium in einem beliebigen Fachbereich. Mit dem Bologna-Prozess und der Hochschulreform bieten Fachhochschulen und Universitäten gestufte akademische Bachelor- und Master-Abschlüsse in akkreditierten Studiengängen an, deren Abschlüsse unabhängig von der besuchten Hochschule gleichrangig sind.

### Voraussetzungen
Das Studium an einer Fachhochschule setzt eine Hochschulzugangsberechtigung voraus, in der Regel eine (allgemeine oder fachgebundene) Fachhochschulreife, die fachgebundene Hochschulreife oder die allgemeine Hochschulreife (Abitur).
Seit 2009 gilt als Zugangsvoraussetzung für ein Studium an einer Hochschule auch eine berufliche Qualifizierung, z. B. als Meister, als Absolvent zweijähriger Fachschulen oder durch eine besondere Zugangsprüfung sowie verschiedene gleichgestellte Fortbildungsberufe. Näheres regelt der Beschluss der Kultusministerkonferenz mit dem Titel Hochschulzugang für beruflich qualifizierte Bewerber ohne schulische Hochschulzugangsberechtigung.
Zusätzlich ist häufig, je nach Studiengang, der Nachweis eines einschlägigen Vorpraktikums, einer abgeschlossenen fachspezifischen Berufsausbildung oder eines einjährigen Fachpraktikums, z. B. im Rahmen der 11. Klasse einer Fachoberschule, nachzuweisen.
Die besonderen Fachhochschulen für öffentliche Verwaltung (FHöV) waren bisher in der Regel nur für den öffentlichen Dienst (Anwärter des gehobenen Dienstes) zugänglich, allerdings haben sich inzwischen einige FHöVs für alle Studienbewerber geöffnet (z. B. Sachsen-Anhalt, Berlin, Brandenburg).

### Diplomstudiengänge
Das Fachhochschulstudium hatte anfangs eine Regelstudienzeit von 6 bis 7 Semestern, zuletzt von 8 Semestern, und in Ausnahmefällen waren auch Regelstudienzeiten von 6 oder 7 Semestern möglich. Mit dem Abschluss des Studiums wurde ein akademischer Diplomgrad mit Angabe der Fachrichtung und zuletzt mit dem Zusatz (Fachhochschule) bzw. (FH) verliehen, beispielsweise Diplom-Ingenieur (Fachhochschule), Dipl.-Ing. (FH). Der akademische Grad darf nur entsprechend dem Wortlaut gemäß der Diplomurkunde geführt werden.
Das Fachhochschulstudium schließt mindestens ein Praxissemester ein, ein Vorpraktikum vor Studienbeginn ist obligatorisch, um betriebliche Abläufe in der Praxis kennenzulernen. Die Abschlussarbeit (Diplomarbeit, Bachelorarbeit oder Masterarbeit) kann auch in Zusammenarbeit mit einem Unternehmen oder einer Behörde erarbeitet werden.
Im Rahmen von Gesamthochschulmodellen (Hessen, Nordrhein-Westfalen) gab es gestufte Studiengänge, in deren Rahmen die fachgebundene Hochschulreife erworben werden konnte, um danach mit einem Diplom II-Abschluss (Universitätsabschluss) abzuschließen.

### Bachelor- und Masterstudiengänge
Nach § 19 Hochschulrahmengesetz (HRG) können seit 1998 „gestufte Studiengänge“' mit den Abschlüssen Bachelor und Master eingeführt werden. Diese müssen an allen Hochschulen zur Qualitätssicherung bei unabhängigen Akkreditierungsagenturen akkreditiert werden. Im Rahmen des Akkreditierungsverfahrens werden die Studiengänge auf fachlich-inhaltliche Mindeststandards und Berufsrelevanz geprüft. Zwischenzeitlich wurden „Ländergemeinsame Strukturvorgaben gemäß § 9 Abs. 2 HRG für die Akkreditierung von Bachelor- und Masterstudiengängen“ von der Kultusministerkonferenz beschlossen.
Die Anforderungen und Abschlüsse sind dabei für alle Hochschularten gleich und es erfolgt keine Differenzierung nach der Hochschulart für Studiengänge, Regelstudienzeit oder Abschlussbezeichnungen.
Die Regelstudienzeit beträgt für alle Hochschularten in einem Bachelor-Studiengang 6 bis 8 Semester, für einen Master-Studiengang 2 bis 4 Semester. Masterstudiengänge sind überwiegend als konsekutiver Studiengang auf einen passenden Bachelorstudiengang abgestimmt, die Regelstudienzeit beträgt dann insgesamt 10 Semester.

### Promotionsrecht
Hochschulen für angewandte Wissenschaften / Fachhochschulen haben normalerweise kein eigenes Promotions- und auch kein Habilitationsrecht. Allerdings obliegt die Verleihung des Promotionsrechts den deutschen Ländern. Ihnen kommt dabei in den verfassungsrechtlichen Grenzen der Wissenschaftsfreiheit die Möglichkeit zu, auch den Fachhochschulen ein Promotionsrecht zuzuweisen.

#### Zugang zur Promotion an Universitäten
Masterabsolventen einer Fachhochschule können grundsätzlich an einer Universität oder anderen Hochschulen mit Promotionsrecht promoviert werden und sich habilitieren. Der Masterabschluss einer Fachhochschule unterscheidet sich formal nicht von dem einer Universität und ermöglicht als Regelvoraussetzung grundsätzlich die Promotionszulassung an einer Universität ohne zusätzliche Voraussetzungen. Im Einzelfall ist zu überprüfen, ob die entsprechende Promotionsordnung der Universität besondere Bedingungen an Absolventen eines Masters einer Fachhochschule stellt. Die Diplom-Absolventen von Fachhochschulen aller Hochschularten werden in vielen Fällen ebenfalls zur Promotion zugelassen. Dabei sind in der Regel vorab im Rahmen eines individuell ausgestalteten „Eignungsfeststellungsverfahrens“ zusätzliche Studienleistungen zu erbringen und Eignungsprüfungen zu bestehen, was mehrere Semester dauern kann.

#### Kooperative Promotion
Promovierte Professoren an Fachhochschulen können bei Promotionsvorhaben  (prinzipiell) kooperativ mit Universitäten oder Hochschulen mit Promotionsrecht in allen 16 Bundesländern als Betreuer, Gutachter und Prüfer agieren. Hierbei sind die jeweiligen Promotionsordnungen universitätsspezifisch. Fast alle staatlichen Hochschulen für angewandte Wissenschaften / Fachhochschulen arbeiten mit Universitäten sowie anderen Hochschulen mit Promotionsrecht zusammen, um kooperative Promotionen durchzuführen. Dabei findet die Forschungstätigkeit (vorrangig) in Einrichtungen der HAW / Fachhochschule statt und wird von dort ansässigen Professoren begleitet. Die eigentliche Promotion (Prüfung der wissenschaftlichen Arbeit, offizielle Betreuung und die Verleihung des Doktorgrades) wird allerdings formal von Seiten der kooperierenden Universität geführt.

#### Eigenständiges Promotionsrecht der Fachhochschulen
Die Entwicklungen der Bologna-Reform, insbesondere die Umstellung auf Bachelor- und Masterstudiengänge, führen dazu, dass auch Fachhochschulen beginnen, sich mit einem eigenen Promotionsrecht zu beschäftigen. Die Katholische Hochschule für Sozialwesen Berlin (KSB) richtete zur Förderung des wissenschaftlichen Nachwuchses das Promotionskolleg „Soziale Professionen und Menschenrechte“ ein. Das Kolleg startete im Januar 2010.
Die schleswig-holsteinische Landesregierung plante, das Promotionsrecht den Fachhochschulen ab dem Jahr 2015 zu verleihen, was von Kritikern als Schwächung des Wissenschaftssystems gesehen wurde. Stattdessen wurde ein Promotionskolleg für Fachhochschulabsolventen mit der Universität Kiel eingerichtet.

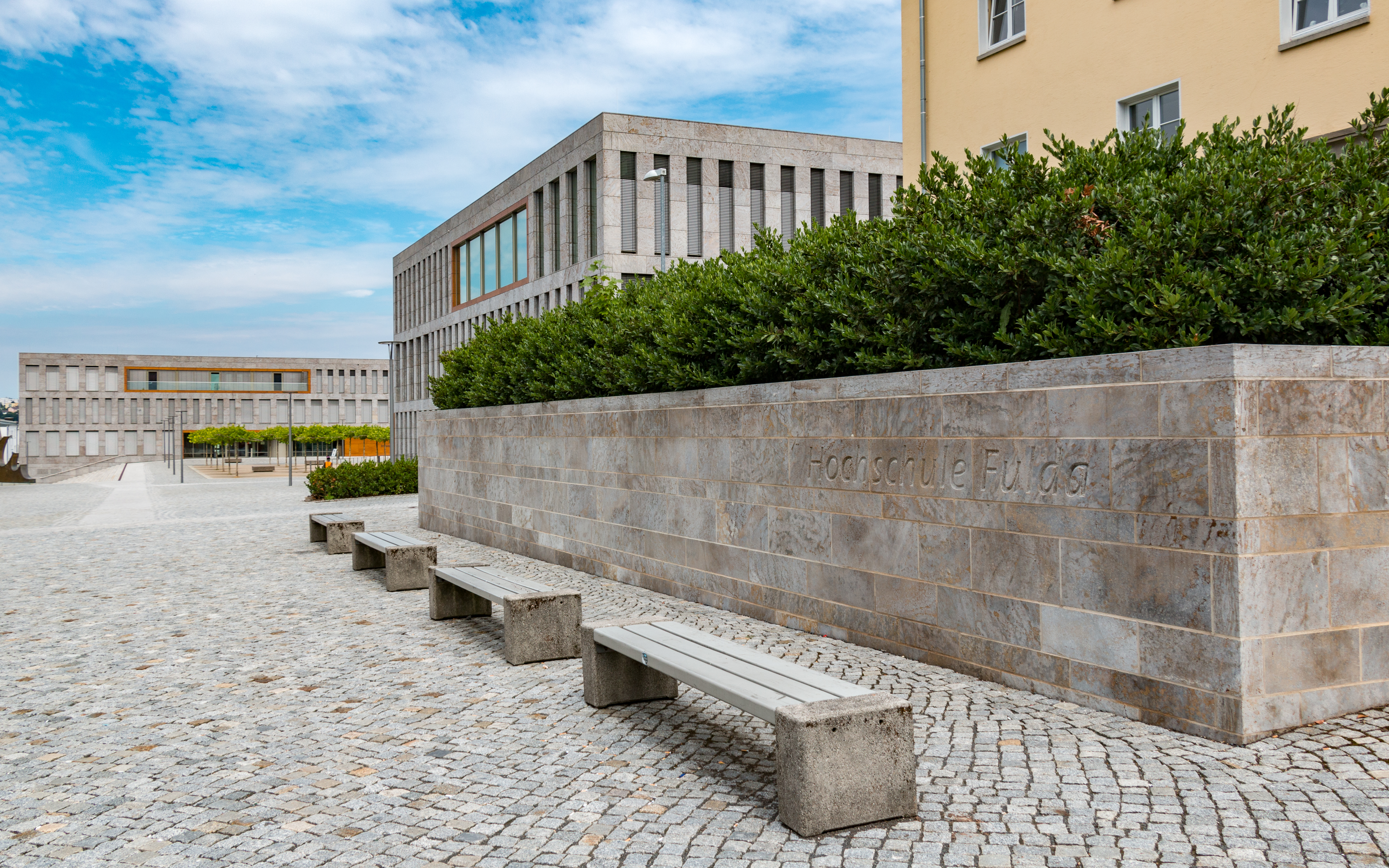
Hochschule für Angewandte Wissenschaften Fulda

Seit 2016 sieht das Hessische Hochschulgesetz ein zeitlich befristetes Promotionsrecht für Fachhochschulen in einzelnen Fachbereichen dann vor, wenn dieser Fachbereich seine Forschungsstärke nachgewiesen hat. Dazu müssen mindestens 12 Professuren eines Fachbereichs als forschungsstark (Publikationen, Drittmittel etc.) ausgewiesen sein. Als erste Fachhochschule hat 2016 die Hochschule für Angewandte Wissenschaften in Fulda das Promotionsrecht erhalten. 2021 verfügen vier Fachbereiche an drei Fachhochschulen in Hessen das Promotionsrecht. Neben der Hochschule Fulda, die über zwei Fachbereiche mit Promotionsrecht verfügt (Fachbereich Sozialwissenschaften mit den Schwerpunkten Globalisierung, Europäische Integration und Interkulturalität sowie Public Health), ist der Hochschule Darmstadt das Promotionsrecht für Nachhaltigkeitswissenschaften zugesprochen und der Technischen Hochschule Mittelhessen für Life Science Engineering. Daneben gibt es noch drei hochschulübergreifende Promotionszentren: Angewandte Informatik (Hochschule Darmstadt, Hochschule Fulda, Hochschule RheinMain und Frankfurt University of Applied Sciences), Mobilität und Logistik (Hochschule Fulda, Hochschule RheinMain und Frankfurt University of Applied Sciences) sowie Soziale Arbeit (Hochschule Darmstadt, Hochschule Fulda, Hochschule RheinMain und Frankfurt University of Applied Sciences).
In Baden-Württemberg wurde 2022 der Promotionsverband der Hochschulen für angewandte Wissenschaften Baden-Württemberg gegründet, in dem staatliche Hochschule für angewandte Wissenschaften und kirchliche Hochschulen Mitglied sind. Diesem Promotionsverband, der als eine Körperschaft des öffentlichen Rechts verfasst ist, wurde im September 2022 das Promotionsrecht verliehen. Nachwuchswissenschaftler der Mitgliedshochschulen können somit vom Verband, nicht aber von der Hochschule promoviert werden.
In Nordrhein-Westfalen wurde 2022 dem Promotionskolleg NRW der Hochschulen für angewandte Wissenschaften das eigenständige und unbefristete Promotionsrecht verliehen. Damit können professorale Mitglieder des Promotionskollegs eigenständige Promotionen durchführen.
Nach Baden-Württemberg und Nordrhein-Westfalen ist Sachsen-Anhalt das dritte Bundesland, welches Fachhochschulen eine rechtliche Grundlage für die Durchführung und Prüfung von eigenständigen Promotionsleistungen einräumt. Dazu sind hochschulübergreifende, fachrichtungsbezogene Promotionszentren einzurichten. In Sachsen-Anhalt erhielt die Hochschule Magdeburg-Stendal 2021 das Promotionsrecht für das Promotionszentrum "Umwelt und Technik", an der Hochschule Anhalt bestehen die Promotionszentren "Life Sciences" und "Architektur- & Designforschung". Das Promotionszentrum "Ingenieurwissenschaften und Informationstechnologien" bieten in unterschiedlichen Schwerpunkten die Hochschulen Anhalt, Harz und Merseburg an, das Zentrum "Sozial-, Gesundheits- und Wirtschaftswissenschaften" ist ein Verbundprojekt der vier Hochschulen. Die Burg Giebichenstein Kunsthochschule Halle bietet die Promotionsmöglichkeit in den Fachgebieten der Kunstwissenschaften (u. a. Kunstgeschichte, Philosophie, Kunstpädagogik).

## Forschung an Fachhochschulen
Fachhochschulen wurden ursprünglich als reine Lehreinrichtungen konzipiert, so dass Forschung in den Hochschulgesetzen zunächst nicht vorgesehen war. Dies hat sich jedoch seit den 1980er und 1990er Jahren geändert. Inzwischen ist der Forschungsauftrag für Fachhochschulen in jedem Landeshochschulgesetz verankert. Hochschullehrer an Fachhochschulen haben nunmehr ihren jeweiligen Fachbereich in Forschung und Lehre zu vertreten.
Die Professoren haben die Wahl, ihr volles Lehrdeputat (in den meisten Bundesländern 18 Semesterwochenstunden, SWS) zu erfüllen oder Forschungsprojekte einzuwerben und das Deputat entsprechend zu reduzieren. In einigen Bundesländern, wie Baden-Württemberg, kann diese „Deputatsumwidmung“ bis zu 9 SWS betragen, womit die Fachhochschulprofessoren im Ergebnis das gleiche Deputat hätten wie ihre Universitätskollegen. In der Praxis ist eine solche Umwidmung jedoch nicht immer einfach, da sich für die Dauer eines Forschungsprojektes nicht immer Ersatzdozenten (Kollegen oder Lehrbeauftragte) finden. Forschungsinteressierte Fachhochschulprofessoren führen deshalb ihre Projekte oft zusätzlich zum vollen Deputat aus.
Bei der apparativen Ausstattung (Großgeräte, Labore) und beim technischen Personal (auch durch das Fehlen des akademischen Mittelbaus und des bisher nur zum Teil vorhandenen Promotionsrechts) sind die Fachhochschulen schlechter gestellt als die Universitäten. Somit ist in vielen Wissenschaftsgebieten die Forschungsarbeit nicht so intensiv möglich, wie sie an Universitäten betrieben wird. Viele Fachhochschulen konzentrieren sich daher auf wenige, dafür aber leistungsstarke Forschungsschwerpunkte. Diese werden bei dauerhaft angelegten Forschungsaktivitäten in Form von Instituten auf Hochschul-, Fakultäts- oder Fachbereichsebene operationalisiert. Schätzungsweise beteiligen sich rund 20 % der Fachhochschulprofessoren an der Forschung (die Zahl variiert von Hochschule zu Hochschule und Bundesland zu Bundesland erheblich); dazu kommen jedoch noch rund weitere 30 %, die in Nebentätigkeit direkte Forschungs- und Entwicklungsaufträge für die Industrie abwickeln bzw. auf innovativen Feldern beratend tätig sind.
Die Fachhochschulen sind aufgrund ihres anwendungsorientierten wissenschaftlichen Ansatzes als Forschungspartner für innovative kleine, mittlere und zum Teil auch große Unternehmen interessant und auf diesem Gebiet erfolgreich. Projekte wurden und werden u. a. durch Programme des Bundesministeriums für Bildung und Forschung (BMBF) unterstützt. Auch einige Bundesländer (Baden-Württemberg, Niedersachsen, Saarland, Nordrhein-Westfalen) führen oder führten eigene Förderprogramme für die Fachhochschulen durch. Daneben partizipieren die Fachhochschulen auch an großen Bundes- und EU-Verbundprojekten. Lediglich die DFG, die eine der wichtigsten Mittelgeber der universitären Forschung ist, spielt bei den Fachhochschulen bislang keine große Rolle. Dies liegt u. a. daran, dass die DFG überwiegend die Grundlagenforschung fördert, die wiederum an den Fachhochschulen sehr selten anzutreffen ist. Außerdem sind die Fachhochschulen bislang keine Mitgliedshochschulen der DFG.
Die Felder, auf denen die Fachhochschulen in der Forschung in den letzten Jahren besonders erfolgreich waren, sind u. a. Automatisierungstechnik, Biotechnologie, Molekular-Technische Medizin, Energietechnik und Energiewirtschaft, Fahrzeugtechnik, industrielle Informationstechnik, Medizinische Informatik, Medizintechnik, Mikro- und Nanotechnologie, Robotik, Softwaretechnologie, Verfahrenstechnik (einschl. Umwelttechnik), Werkstoffwissenschaften sowie die angewandten Sozial- und Wirtschaftswissenschaften. Daneben zeichnen sich einige Fachhochschulen auch durch sehr intensive Forschungstätigkeiten auf Gebieten aus, die an deutschen Universitäten kaum oder gar nicht behandelt werden, z. B. Gießereitechnik an der Hochschule Aalen, Radiometrie an der Hochschule Ravensburg-Weingarten oder Musikinstrumentenbau an der Westsächsischen Hochschule Zwickau.
Im Zuge der Umsetzung des Bologna-Prozesses, insbesondere der Einführung von Masterstudiengängen, wird Forschung an Fachhochschulen zunehmend an Bedeutung gewinnen, da Masterabschlüsse mit aktuellen wissenschaftlichen Fragestellungen gekoppelt sein müssen.

## Anerkennung in Politik, Wirtschaft und öffentlichem Dienst
Um im internationalen Wettbewerb konkurrenzfähig zu bleiben, forderte die deutsche Wirtschaft bereits in den 1960er Jahren besser qualifizierte Mitarbeiter, die praktische Aufgaben auf der Basis einer akademischen Ausbildung schnell und erfolgreich lösen können sollten. Auch war die Frage der Anerkennung der Abschlüsse innerhalb der Europäischen Wirtschaftsgemeinschaft vor allem für die damaligen Ingenieurschulabsolventen ungeklärt, da die Ingenieursausbildung in den meisten damaligen EWG-Staaten nur auf Hochschulebene erfolgte.
Doch die durch das Hochschulrahmengesetz von 1976 für die Gleichstellung der Fachhochschulen vorgegebene Frist von zwei Jahren wurde erheblich überschritten, weil Kompetenzen in der Bildungspolitik von den Ländern auf den Bund übertragen werden mussten. Es dauerte überdies sehr lange, bis das FH-Diplom allgemein anerkannt war und nicht mehr von Absolventen der Universitäten und technischen Hochschulen in Politik, Verwaltung, Wirtschaft, Industrie und in den Medien massiv diskreditiert wurde.
Bachelorabschlüsse führen zur Laufbahnbefähigung für den gehobenen Dienst in der öffentlichen Verwaltung, genauso wie der bisherige Diplomabschluss an Fachhochschulen. Bei erfolgreichem Abschluss eines Masterstudienganges an einer Universität oder Fachhochschule erwerben die Absolventen die Zugangsberechtigung zum höheren Dienst, genauso wie durch den bisherigen universitären Diplomabschluss.
Die Zuordnung der Hochschulabschlüsse zu den Laufbahnen des öffentlichen Dienstes erfolgt nach den §§ 13 ff. Beamtenrechtsrahmengesetz (BRRG), allgemein nach der Richtlinie 89/48/EWG vom 21. Dezember 1988 des Rates der Europäischen Gemeinschaften und aufgrund eines erfolgreichen Verfahrens der Akkreditierung eines Studienganges. § 13 Abs. 3 Satz 2 BRRG lautet: „Die Bildungsvoraussetzungen müssen geeignet sein, in Verbindung mit der für die Laufbahn vorgeschriebenen berufspraktischen Ausbildung oder Tätigkeit die Anforderungen der Befähigung für die Laufbahn zu erfüllen.“.
Zu beachten sind die Vereinbarung „Zugang zu den Laufbahnen des höheren Dienstes durch Masterabschluss an Fachhochschulen“
(Beschlüsse der Innenministerkonferenz und Kultusministerkonferenz von 2007 und deren Vorgänger im Jahr 2002) und die „Eckpunkte für die gegenseitige Anerkennung von Bachelor- und Masterabschlüssen in Studiengängen, mit denen die Bildungsvoraussetzungen für ein Lehramt vermittelt werden“.

## Bezeichnungen
Der Begriff Hochschule ist ein Oberbegriff für Universitäten, Fachhochschulen und sonstige Hochschulen, also einem Teil der Einrichtungen des tertiären Bildungsbereichs. Die englischsprachige Bezeichnung University wird der Struktur der angloamerikanisch geprägten Bildungssysteme gerecht. In diesen werden Einrichtungen des tertiären Bildungsbereichs, die postgraduale Abschlüsse verleihen, als Universities bezeichnet, was den Hochschulen in Deutschland entspricht. Die High School, als wörtliche Übersetzung des Begriffs Höhere Schule, ist dagegen dem sekundären Bildungsbereich zuzuordnen und eher dem Begriff Oberschule gleichzusetzen.

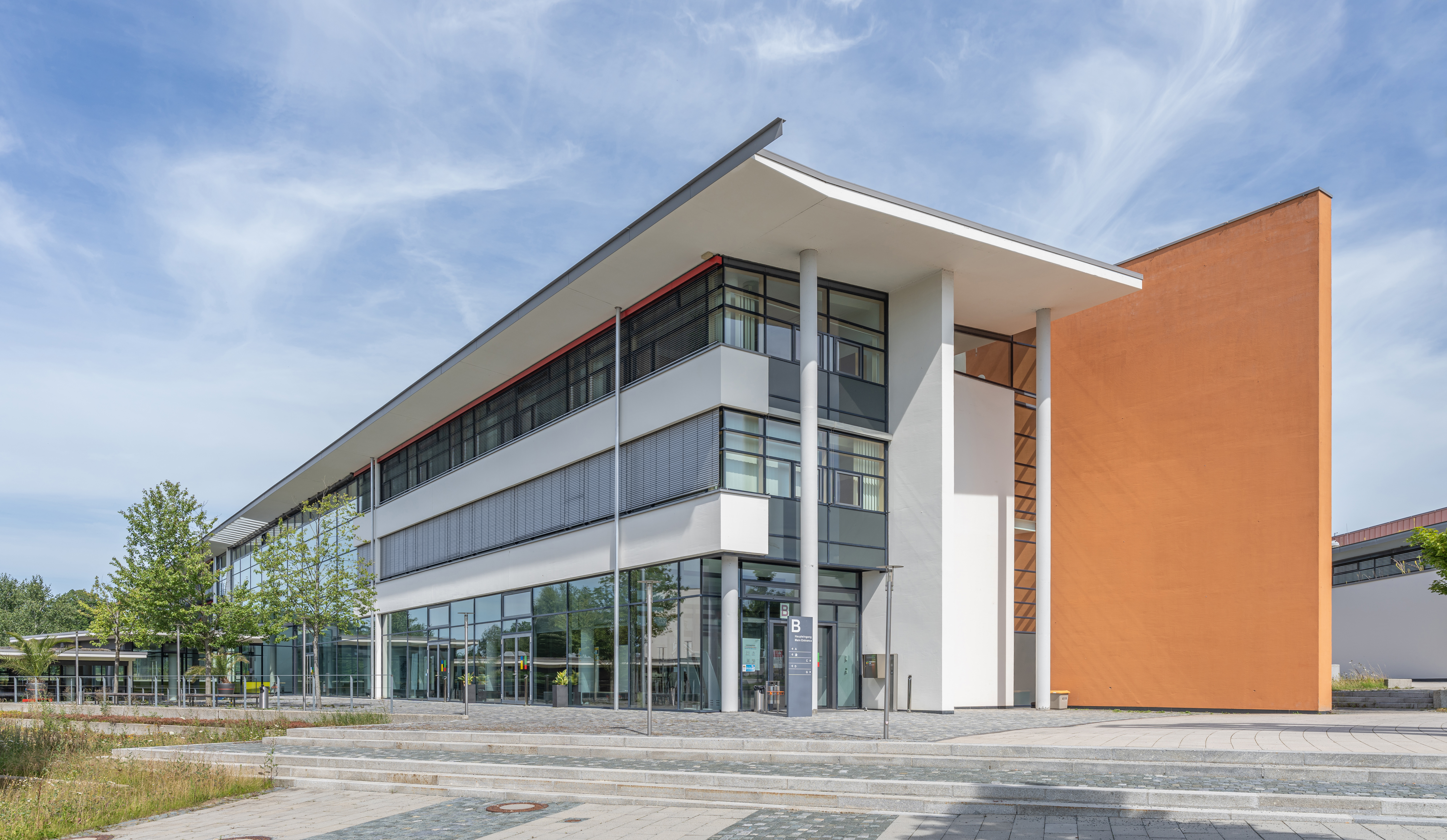
Hochschule für Angewandte Wissenschaften Hof, University of Applied Sciences

Viele Fachhochschulen haben sich umbenannt in Hochschule oder Hochschule für angewandte Wissenschaften. Diese Namensgebung erfolgt im Einvernehmen der Fachhochschule mit dem jeweiligen Bundesland und seiner dafür nötigen Gesetzgebungskompetenz. In Baden-Württemberg, Berlin, Bremen, Hamburg, Niedersachsen, Nordrhein-Westfalen, Saarland, Sachsen und Sachsen-Anhalt haben sich auf diese Weise fast alle staatlichen Fachhochschulen in Hochschule umbenannt, in den anderen Bundesländern noch nicht (Stand November 2010). Bis auf die vier neu ernannten technischen Hochschulen tragen alle staatlichen bayerischen Fachhochschulen den Namen „Hochschule für angewandte Wissenschaften“. Seit einigen Jahren verwenden Fachhochschulen zusätzlich die englische Bezeichnung University of Applied Sciences oder nur University, bspw. die Hochschule Reutlingen und die Hochschule Pforzheim. In Bayern wird den Fachhochschulen nicht erlaubt, ihren Namen um alleinig University zu erweitern, bspw. untersagte das bayerische Wissenschaftsministerium der Hochschule Deggendorf (HDU) im Jahr 2011 den Gebrauch des Zusatzes University. Universitäten hatten sich über die missverständliche, missbräuchliche Verwendung beschwert.
Denn in Deutschland besitzt nur eine Universität oder eine dieser gleichgestellte Hochschule das Promotionsrecht als offensichtlichste Abgrenzung gegenüber Fachhochschulen. Einige ehemalige Hochschulen mit später verliehenem Promotionsrecht wollen aber zumeist aus traditionellen Gründen nicht die Bezeichnung Universität im Namen führen, beispielsweise technische Hochschulen wie die Rheinisch-Westfälische Technische Hochschule Aachen oder gleichgestellte Hochschulen. Der Begriff „wissenschaftliche Hochschule“, mit dem früher die Hochschulen mit Promotionsrecht als formale Abgrenzung zu den Fachhochschulen bezeichnet wurden, wird im hochschulpolitischen Sprachgebrauch überwiegend nicht mehr benutzt, da dies ansonsten implizieren könnte, dass es auch „nicht wissenschaftliche“ Hochschulen gäbe.
Das Bundesverfassungsgericht stellte in einem Urteil am 13. April 2010 fest, dass die Fachhochschulprofessoren den Universitätsprofessoren hinsichtlich der grundgesetzlichen Freiheiten gleichgestellt sind. Auch bestünden keine unterschiedlichen Regelungen mehr in den Gesetzen (Urteil, Abs. 44). Die 1982 und 1983 vom selben Gericht noch getroffene Unterscheidung zwischen wissenschaftlichen Ausbildungszielen an Universitäten und der Vorbereitung auf eine berufliche Tätigkeit durch anwendungsbezogene Lehre an den Fachhochschulen will das BVerfG nicht mehr aufrechterhalten (Abs. 45). Ergänzend verweist es darauf, dass inzwischen auch die Fachhochschulen durch die Landeshochschulgesetze zur Erforschung der Praxis beauftragt worden sind (Abs. 51).

## Geschichte
Die Geschichte der Fachhochschulen in der Bundesrepublik Deutschland kann in drei Phasen eingeteilt werden: Die erste und konzeptionelle Phase bis 1969, die zweite und Ausbauphase bis 1999, die dritte Phase ab 2000.

### Vorgänger und konzeptionelle Phase (bis 1969)
Genau wie für etliche Universitäten gab es auch bei den Fachhochschulen als Vorgängereinrichtungen bereits Staatliche Ingenieurschulen, Höhere Fachschulen für …, Akademien für … und ähnliche Institute. Etwa ein Drittel der Fachhochschulen hat seinen Ursprung in diesen vor 1969 gegründeten Vorgängereinrichtungen. Signalwirkung hatte Georg Picht mit seinen Dokumentationen „Die deutsche Bildungskatastrophe“, die in den Jahren von 1963 bis 1965 veröffentlicht wurden. Im Weiteren entstanden Vergleiche des Bildungswesens in der Europäischen Wirtschaftsgemeinschaft (EWG).
Am 31. Juli 1967 wurde vom baden-württembergischen Kultusminister Wilhelm Hahn ein Hochschulgesamtplan Baden-Württemberg vorgestellt, der unter Leitung von Ralf Dahrendorf erarbeitet worden war und deshalb auch als Dahrendorf-Plan bekannt ist. Danach war der tertiäre Schulbereich wie folgt gruppiert: Wissenschaftliche Hochschulen (Universitäten), Pädagogische Hochschulen (einschließlich der Berufspädagogischen Hochschulen und weiterer Institute der Lehrerbildung), Studienseminare, Kunsthochschulen, Ingenieurschulen, Höhere Fachschulen. Bereits in diesem Plan wurde eine einheitliche Hochschullandschaft und ein gestuftes Studienmodell (Kurz- und Langstudium) vorgeschlagen.
Weitere wesentliche Anstöße zur Neustrukturierung des Hochschulbereiches der Bundesrepublik Deutschland entwickelten sich unter den Kultusministern weiterer Bundesländer (z. B. Carl-Heinz Evers in Berlin, Johannes Rau in Nordrhein-Westfalen)
Als gewisser Endpunkt und gleichzeitiger Ausgangspunkt können die Einigung der elf Ministerpräsidenten der Länder der Bundesrepublik Deutschland vom 5. Juli 1968 und das am 31. Oktober 1968 von denselben verabschiedete „Abkommen der Länder in der Bundesrepublik Deutschland zur Vereinheitlichung auf dem Gebiet des Fachhochschulwesens“ angesehen werden, das die Fachhochschulen als eigenständige Einrichtungen des Bildungswesens im Hochschulbereich definierte und mit dem die Umwandlung der (meisten) Höheren Fachschulen in Fachhochschulen beschlossen und eingeleitet wurde. Eine Konsequenz dieser Entscheidung war die Änderung der Zugangsvoraussetzungen, eine weitere Konsequenz war die Ausarbeitung von Fachhochschulgesetzentwürfen in den Ländern.

### Ausbauphase (1969–1999)
Die Verabschiedung der Fachhochschulgesetze und die Errichtung der Fachhochschulen durch die einzelnen Bundesländer erfolgten zwischen 1969 und 1972.
Parallel dazu liefen Bestrebungen zu einer stärkeren Einheitlichkeit und Integration des Hochschulbereichs der Bundesrepublik. Gemeinschaftsaufgaben von Bund und Ländern wurden durch Grundgesetzänderung vom 12. Mai 1969 definiert:
- Mitwirkungsrechte u. a. beim Ausbau und Neubau von Hochschulen einschließlich der Hochschulkliniken (Art. 91a GG).
- Weiter wurde verabschiedet, dass Bund und Länder durch Vereinbarungen bei der Bildungsplanung und der Förderung von Einrichtungen und Vorhaben der wissenschaftlichen Forschung zusammenwirken können (Art. 91b GG).
- Ferner erhielt der Bund eine Rahmenkompetenz für die allgemeinen Grundsätze des Hochschulwesens eine konkurrierende Gesetzgebungskompetenz für die Regelung der Ausbildungsbeihilfen.

Erst das Hochschulrahmengesetz (HRG) des Bundes von 1976 hob die Fachhochschulen auf die gleiche rechtliche „tertiäre Ebene“ wie Universitäten und diesen vergleichbare Einrichtungen; die Freiheit von Forschung und Lehre und die akademische Selbstverwaltung an Fachhochschulen wurde garantiert. Die Bundesländer hatten zwei Jahre Zeit, ihre Landeshochschulgesetze dem HRG anzupassen, was mehr oder weniger zögerlich geschah, je nach parteipolitischer Mehrheit der Landesregierungen.
Mit der Novellierung des Hochschulrahmengesetzes von 1985 gehört auch anwendungsorientierte Forschung und Entwicklung zu den Aufgaben der Fachhochschulen. Sie ist mittlerweile in allen Ländergesetzen als institutionelle Aufgabe festgeschrieben, allerdings von Land zu Land mit unterschiedlichem Gewicht (z. B. in Bayern nur fakultativ) verankert.
Während die Fachhochschulen in den 1970er Jahren die alten staatlichen Abschlussbezeichnungen oftmals übernahmen und ihren Absolventen diese in Form akademischer Grade, wie beispielsweise Ing. (grad.) oder Betriebswirt (grad.), verliehen, erhielten Fachhochschulabsolventen mit der Umsetzung des Hochschulrahmengesetzes von 1976 in den 1980er Jahren als akademischen Grad das Diplom mit Angabe der Fachrichtung, beispielsweise Diplom-Ingenieur, -Kaufmann oder -Betriebswirt. Die Verleihung des Diplomgrades erfolgte in einigen Bundesländern mit dem Zusatz „FH“, beispielsweise Diplom-Ingenieur (FH), seit 1987 im gesamten Bundesgebiet.
In einem besonderen Hochschulmodell in Nordrhein-Westfalen, Hessen und einigen anderen Bundesländern, wurden Universitäten, Pädagogische Hochschulen, andere Hochschulen und Fachhochschulen zu Gesamthochschulen zusammengelegt mit universitären und den Fachhochschulen entsprechenden Studiengängen, aber unterschiedlichen schulischen Zugangsvoraussetzungen und Abschlussbezeichnungen, z. B. dem „Dipl.-Maschinenbauing.“ für die anwendungsorientierte FH-Studienrichtung und den „Dipl.-Ing.“ für die wissenschaftliche Univ.-Studienrichtung. Die Gesamthochschulen wurden inzwischen in Universitäten und technische Hochschulen umgewandelt.
Nach dem Beitritt der DDR wurden in den neuen Bundesländern die Empfehlungen des Wissenschaftsrates umgesetzt und ab 1992 alle Ingenieurhochschulen (IHSen), der Großteil der Technischen Hochschulen sowie einige Ingenieurschulen in Fachhochschulen überführt. Eine Besonderheit dieser Überführung war, dass die ehemaligen ostdeutschen Technischen Hochschulen (universitären Typs) über das eigene Promotions- und Habilitationsrecht verfügten, die neugegründeten Fachhochschulen allerdings nicht. Aus diesem Grund wurden die Neugründungen der Hochschulen als Fachhochschulen von den Mitgliedern der betroffenen Hochschulen weitgehend abgelehnt; „Mit einer Weiterführung als Fachhochschule wird ein Verlust an Prestige (Promotionsrechte) und an Arbeitsmöglichkeiten (Personalstruktur, FuE-Aufgaben) befürchtet.“
In einer erneuten Gründungswelle in den 1990er Jahren entstand ein weiteres Drittel der Fachhochschulen, vorrangig in den neuen, aber auch in einigen der alten Bundesländer.

### „Bologna-Prozess“ (ab 2000)
Seit 2000 erfolgt in einer dritten Phase die Veränderung der Fachhochschulen durch die im Rahmen des Bologna-Prozesses und nach § 19 HRG neu einzurichtenden Studienabschlüsse Bachelor und Master. Deren Abschlüsse sind denen der Universitäten uneingeschränkt gleichwertig und daher gleichlautend – der Zusatz „(FH)“ ist hier nicht mehr zulässig – und auch hinsichtlich der Möglichkeiten zum Weiterstudium (Bachelor > Master > Promotionsstudium) gleichgestellt.
Anfang des Jahres 2000 bestanden nach Zahlen des Wissenschaftsrates 151 Fachhochschulen, davon 47 in nichtstaatlicher Trägerschaft. Ende 2002 gab es 523.000 Studierende an Fachhochschulen, was einem Anteil von 26 % an allen Studierenden in Deutschland entspricht. Die Zahl der Studierenden an den deutschen Fachhochschulen variiert stark: von einigen hundert bis zu mehr als 21.000 Studenten.
Im Zuge der Förderung des wissenschaftlichen Profils von Fachhochschulen haben beispielsweise die Fachhochschulen in Bayern 2006 den Verein Hochschule Bayern e. V. gegründet. Dieser soll durch Koordinierung der wissenschaftlichen Entwicklung der Mitgliederhochschulen und deren strategische Positionierung die Wissenschaft, Forschung und Kunst in Bayern fördern. Gleiches gilt für den HAW BW e. V. für Baden-Württemberg, der 2013 gegründet wurde.
In der jüngeren Geschichte gibt es Fusionen von vormals eigenständigen Universitäten und Fachhochschulen. Beispiele hierfür sind die zum 1. Januar 2005 wirksam gewordene Fusion der Universität Lüneburg mit der Fachhochschule Nordostniedersachsen zur Leuphana Universität Lüneburg und zum 1. Juli 2013 die Fusion der Brandenburgischen Technischen Universität Cottbus und der Hochschule Lausitz zur Brandenburgische Technische Universität Cottbus-Senftenberg.

## Vergleich mit anderen europäischen Staaten
Auch in anderen deutschsprachigen Staaten gibt es als Fachhochschulen bezeichnete Bildungseinrichtungen, etwa die österreichischen Fachhochschulen und die schweizerischen Fachhochschulen. In ihrer Organisation und Aufgabenstellung unterscheiden sie sich teils wesentlich von den Fachhochschulen in Deutschland. In Liechtenstein besteht keine Fachhochschule mehr, seitdem die ehemalige Fachhochschule Liechtenstein im Jahr 2005 in Hochschule Liechtenstein umbenannt und in weiterer Folge im Jahr 2011 in die Universität Liechtenstein umgewandelt wurde.
 Die Fachhochschulen in den Ländern des deutschen Sprachraums unterscheiden sich teilweise erheblich von den Fachhochschulen im übrigen Europa. In Deutschland wird beispielsweise die Lehre inzwischen überwiegend von promovierten Dozenten geleistet. In den Niederlanden z. B. bieten „Hogescholen“ auch ohne einen wissenschaftlichen Dozentenstamm auch Kurse (z. B. Associate Degree) bzw. Abschlüsse (Bachelor) an, die u. a. in Deutschland und Österreich im dualen Ausbildungssystem durchgeführt werden. 
Der durch die Bologna-Erklärung von 1999 angestoßene Bologna-Prozess hatte das Ziel, bis 2010 im europäischen System der Hochschul- und Studiensysteme eine größere Verträglichkeit (Kompatibilität) und bessere Vergleichbarkeit (Komparabilität) mittels des European Credit Transfer System ECTS zu erreichen. Die Fachhochschulen im deutschen Sprachraum haben auf das neue System umgestellt und bieten entsprechend akkreditierte Bachelor- und Masterstudiengänge an.

## Listen der Fachhochschulen
- Liste der Fachhochschulen in Deutschland

## Gesetze
- Hochschulrahmengesetz von 1976, siebenmal novelliert bis 2005
- Hochschulgesetze der Länder der Bundesrepublik Deutschland